# Abeni
Abeni es una película romántica nigeriano-beninesa de 2006 en dos partes producida y dirigida por Tunde Kelani. Representa la división social que se produce como resultado del colonialismo a pesar de la proximidad geográfica entre Benín y Nigeria.

## Sinopsis
Abeni nació dentro de una familia con alto estatus social. Akanni, proviene de un entorno más modesto. Ambos están comprometidos para casarse con otras personas, pero su encuentro cambia el curso de los planes ya establecidos.

## Elenco
- Kareem Adepoju como Baba Wande
- Abdel Hakim Amzat como Akanni
- Sola Asedeko como Abeni
- Amzat Abdel Hakim como Akanni
- Jide Kosoko como el padre de Abeni
- Bukky Wright

## Producción y lanzamiento
Abeni se estableció en áreas de habla yoruba de Nigeria y Cotonú. La película empleó métodos de cambio, mezcla y conflicto de código, pues involucraba dos idiomas y describe cómo los protagonistas superan la barrera del idioma prestando atención y empleando el uso de gesticulaciones.
Fue una producción conjunta entre Mainframe Film and Television Productions y Laha Productions. Se estrenó el 31 de marzo de 2006 con copias físicas vendidas en distintas áreas.

## Recepción
Víctor Akande, en su reseña para The Nation, escribió "Con divertidas subtramas tejidas a través de la historia central, es un retrato fascinante de la clase media urbana yoruba que fluye entre Nigeria y la República de Benín".
Fue nominada en once categorías en la tercera edición de los Premios de la Academia de Cine de África, ganando dos de ellas.

### Premios y nominaciones
| Año  | Premiación                               | Categoría                                         | Resultado | Ref.  |
| ---- | ---------------------------------------- | ------------------------------------------------- | --------- | ----- |
| 2007 | Premios de la Academia del Cine Africano | Mejor sonido                                      | Ganador   | [ 7 ] |
| 2007 | Premios de la Academia del Cine Africano | Mejor película en lengua africana                 | Nominado  | [ 7 ] |
| 2007 | Premios de la Academia del Cine Africano | Mejor película nigeriana                          | Nominado  | [ 7 ] |
| 2007 | Premios de la Academia del Cine Africano | Mejor fotografía                                  | Nominado  | [ 7 ] |
| 2007 | Premios de la Academia del Cine Africano | Mejor película indígena                           | Nominado  | [ 7 ] |
| 2007 | Premios de la Academia del Cine Africano | Mejor interpretación infantil - Samuel Olaseinde  | Ganador   | [ 7 ] |
| 2007 | Premios de la Academia del Cine Africano | Mejor edición                                     | Nominado  | [ 7 ] |
| 2007 | Premios de la Academia del Cine Africano | Mejor Artista - Amzat Abdel Hakim                 | Nominado  | [ 7 ] |
| 2007 | Premios de la Academia del Cine Africano | Mejor Actriz de Reparto - Noelie Funmi Agbendegba | Nominado  | [ 7 ] |
| 2007 | Premios de la Academia del Cine Africano | Mejor director - Tunde Kelani                     | Nominado  | [ 7 ] |
| 2007 | Premios de la Academia del Cine Africano | Mejor imagen                                      | Nominado  | [ 7 ] |
| 2007 | Premios del cine nigeriano               | Mejor imagen                                      | Ganador   | [ 1 ] |